# Hartland (New York)
Pour les articles homonymes, voir Hartland.
Hartland est une ville du comté de Niagara, dans l’État de New York aux États-Unis.